# Antonio Ávila
Antonio Jesús Ávila Cano (Alcalá la Real, 1965) es un político español del Partido Socialista Obrero Español, consejero de Economía, Innovación y Ciencia de la Junta de Andalucía, sumando además Empleo a partir del 5 de mayo de 2012, hasta su cese el 9 de septiembre de 2013.

## Trayectoria
Es licenciado en Ciencias Económicas por la Universidad de Málaga, magíster en Análisis Económico por el Instituto de Análisis Económico del Consejo Superior de Investigaciones Científicas y la Universidad Autónoma de Barcelona y Doctor por la Universidad de Málaga con calificación de sobresaliente (19-07-2019). Entre 2002 y 2009 ocupó el cargo de secretario general de la Consejería de Economía y Hacienda. Anteriormente había ocupado la Dirección General de Fondos Europeos (1996-2002).
El 24 de abril de 2009 fue nombrado consejero de Presidencia de la Junta de Andalucía, hasta que en marzo de 2010 pasa a dirigir la Consejería de Economía, Ciencia e Innovación de la Junta de Andalucía. Formó parte de las listas del PSOE al Parlamento de Andalucía en las elecciones autonómicas del 25 de marzo de 2012, siendo elegido diputado. Tras alcanzarse un pacto de gobierno entre PSOE e IU, repite como consejero de Economía, Innovación y Ciencia sumando además las competencias  de  Empleo Empleo.

## Cargos desempeñados
- Dirección General de Fondos Europeos (1996-2002).
- Secretario general de la Consejería de Economía y Hacienda (2002-2009).
- Consejero de la Presidencia de la Junta de Andalucía (2009-2010).
- Consejero de Economía, Ciencia e Innovación de la Junta de Andalucía (2010-2012).
- Diputado por Jaén en el Parlamento de Andalucía (Desde 2012).
- Consejero de Economía, Innovación, Ciencia y Empleo de la Junta de Andalucía (2012-2013).
- Docente en la Universidad de Málaga.